# 2 Brygada Saperów (II RP)
2 Brygada Saperów (2 BSap) – brygada saperów Wojska Polskiego II RP.
2 Brygada Saperów sformowana została 22 listopada 1929 Warszawie. Występowała wyłącznie w organizacji pokojowej wojska. Podporządkowane jej pułki, a od listopada 1929 – bataliony były formacjami liniowymi saperów i jednostkami macierzystymi. Powstanie brygady miało usprawnić dowodzenie i szkolenie formacji saperskich. Pierwszym dowódcą brygady mianowany został płk sap. Jan Skoryna. Na stanowiska oficerów sztabu wyznaczeni zostali: kpt. Czesław Paczkowski (II) i por. dypl. Zygmunt Franciszek Rokicki (III).

## Dowódcy brygady
- Jan Skoryna

## Struktura brygady
- dowództwo 2 Brygady Saperów – Warszawa
- 2 batalion saperów – Puławy
- 3 batalion saperów wileńskich – Wilno
- 6 batalion saperów – Brześć

W marcu 1934 zlikwidowano 3 Brygadę Saperów. Jednostki saperskie zostały przeorganizowane w trzy nowe brygady. W skład nowej 2 Brygady Saperów weszły:
- dowództwo 2 Brygady Saperów – Kraków
- 2 batalion saperów – Puławy
- 4 batalion saperów – Przemyśl
- 5 batalion saperów – Kraków
- 7 batalion saperów – Poznań

W grudniu 1934 brygady saperów przeformowane zostały w grupy saperów.